# Amilase

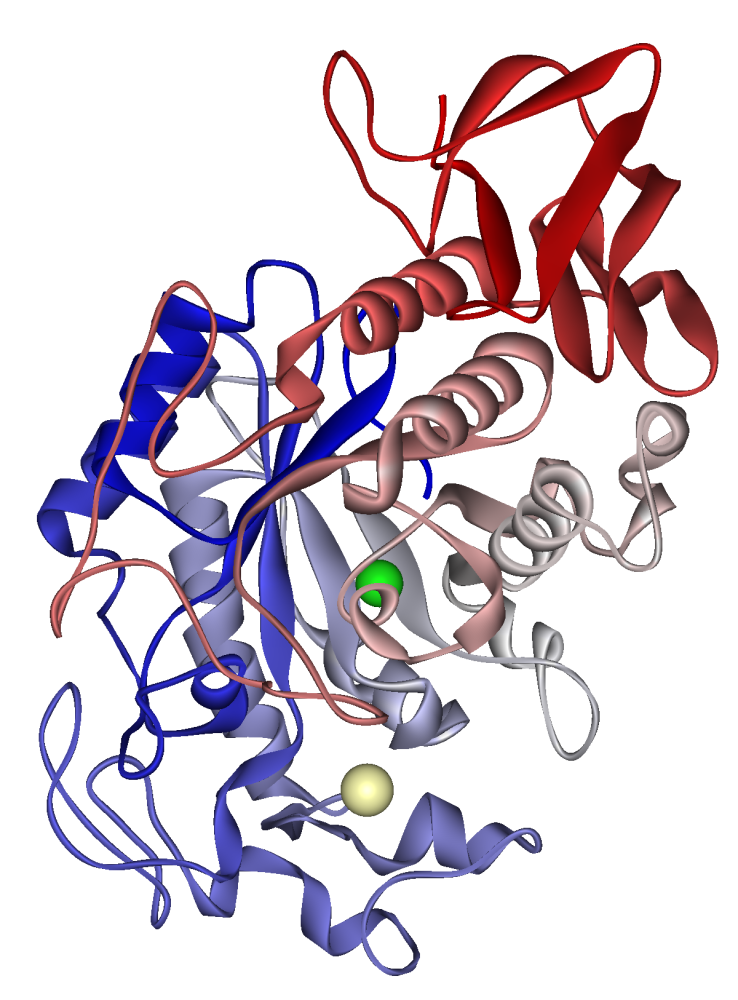
Amilase da saliva humana.

Amilases ou amílases são enzimas que  são catalisadoras da hidrólise da amilopectina, da amilose e do glicogênio em maltose e dextrinas. Na saliva encontra-se uma forma de alfa-amilase denominada ptialina e no pâncreas, a amilase pancreática. Sendo uma enzima da classe das hidrolases que atua extracelular para clivar o amido e o glicogênio que são ingerido na dieta.
Sendo enzimas degradantes no qual se divide em dois grupos,  enzimas denominadas de branching, que especificamente hidrolisam 1,6 acoplamentos entre cadeias, e as enzimas que quebram os 1,4 acoplamentos entre unidades de glicose das cadeias diretas. Este último grupo consiste em endoenzimas que partem os laços ao acaso, em pontos ao longo das cadeias, e exoenzimas que partem pontos específicos nos fins de cadeia.
A amilase sérica é secretada, essencialmente, pelas glândulas salivares (forma S) e pelas células acinares do pâncreas (forma P) e é secretada no trato intestinal por meio do ducto pancreático. As glândulas salivares secretam a amilase e inicia  a hidrólise do amido presente nos alimentos na boca e no esôfago. Essa ação é desativada pelo conteúdo ácido do estômago. No intestino, a ação da amilase pancreática é favorecida pelo meio presente no duodeno, a atividade amilásica é também encontrada nos  testículos no sêmen, nos ovários, nas tubas uterinas, no músculo estriado, nos pulmões, na tireoide, na amígdala, no leite, no colostro, no suor, nas lágrimas e no tecido adiposo. O peso molecular da amilase está entre 54 e 62 kDa, sua filtração ocorre pelo glomérulo renal. Sendo de maneira regular é a única enzima plasmática encontrada na urina. Os líquidos ascítico e pleural podem conter amilase como resultado da presença de tumor ou pancreatite. Em se tratando de alguns tumores de ovário e pulmão podem considerável conter da mesma forma uma quantidade de atividade amilásica.

## Função
A enzima possui papel relevante no processo de digestão, cuja função consiste na quebra de açúcares. A ingestão de carboidratos ativa o funcionamento da amilase, o qual se inicia com o estímulo às glândulas salivares. A amilase na saliva é capaz de transformar fontes de amido em maltose e glicose. Mas é somente a amilase produzida no pâncreas que consegue quebrar o amido em unidades menores, quando o alimento já está no trato digestivo e processo de digestão está adiantado.

## Dosagem
Sangue: para fins de diagnóstico de doenças pancreáticas.
Urina: para análise da função renal e comparação com os níveis séricos encontrados no sangue para fins de exclusão de algumas patologias provenientes do pâncreas.

## Valores normais
Adultos 20-160 U / L

## Importância
A avaliação dos níveis séricos da amilase tem grande utilidade clínica no diagnóstico das doenças do pâncreas e na investigação da função pancreática. Na pancreatite aguda, os níveis de amilase podem alcançar valores de quatro a seis vezes o limite superior de referência, elevando-se em dois a 12 horas e retornando a níveis normais em três a quatro dias. 

## Quando dosar?
A atividade da amilase no sangue é medida se houver sintomas que indicam problemas com o pâncreas, alguns exemplos incluem dor abdominal aguda, febre, perda de apetite ou náusea. Além disso, é frequentemente dosada na urina, a fim de fazer uma comparação com valores sanguíneos da amilase. Após a remoção de cálculos biliares pode ser verificado se a amilase diminui para valores normais.

## Hiperamilasemia
Pancreatite aguda: É constituído por ser um distúrbio inflamatório agudo do pâncreas com a associação a edema, intumescência e quantidades variadas de autodigestão, necrose e, em alguns casos, hemorragia. Os níveis da amilase forma P aumentam 5 a 8 horas após o início do episódio de dor abdominal, que é constante, intensa e de localização epigástrica, com irradiação posterior para o dorso. A atividade amilásica retorna ao normal entre o terceiro e o quarto dia. Valores máximos são quatro a seis vezes maiores do que os valores de referência, e são atingidos entre 12 e 72 horas. A amplitude da elevação não é correlacionada com a gravidade do envolvimento pancreático. Em que 20% dos casos de pancreatite a amilase apresenta normal. Existe também demais testes laboratoriais como a medida da amilase urinária, depuração da amilase, avaliação das isoenzimas da amilase e a medida da lipase sérica, quando empregados em conjunto com a avaliação da amilasemia, levando em conta seu aumento e especificidade no diagnóstico da pancreatite aguda.
Além da determinação da amilasemia a outros sinais que levam em considerações para avaliar a pancreatite aguda:
- No momento do diagnóstico: contagem de leucócitos >16.000/ mm3, glicemia >200 mg/dL; lactato-desidrogenase>2x normal; ALT (GTP) > 6X normal.
- Durante as primeiras 48 horas: diminuição do hematócrito > 10%; cálcio sérico <8 mg/ dL; pO2 arterial <60 mm/Hg.

### Outras causas de hiperamilasemia pancreática
- Complicações da pancreatite aguda. Pseudocisto complicado por hemorragia, ascites e efusão pleural.
- Lesões traumáticas do pâncreas. Trauma cirúrgico e investigações radiográficas.
- Cálculo ou carcinoma de pâncreas. Obstrução dos ductos pancreáticos.
- Abcesso pancreático. A amilasemia aumenta ocasionalmente.

### Hiperamilasemia não pancreática
- Insuficiência renal. Por declínio da depuração. Os aumentos são proporcionais à extensão do comprometimento renal.
- Neoplasia de pulmão, ovário mama, cólon.
- Síndrome de Meigs. Associação de ascite, efusão pleural e fibroma de ovário.
- Lesões das glândulas salivares. Infecção, irradiação, obstrução, cirurgia maxilofacial e tumores.
- Macroamilasemia. Encontrada em 1% a 2% da população como resultado da combinação da molécula de amilase (geralmente o tipo S) com imunoglobulinas (IgA e IgG) ou também outras proteínas plasmáticas normais ou anormais para formar um complexo muito grande para ser filtrado pelo glomérulo; nesse evento, não ocorre amilasúria e não há indicações de doença.

#### Hiperamilasemia por distúrbios de origem complexa
Mecanismos incertos ou desconhecidos
- Doença do trato biliar. A colecistite aguda causa aumento de até 4 vezes em relação aos valores de referência como resultado do envolvimento direto ou indireto do pâncreas.

- Eventos intra-abdominais (não pancreáticos). Úlcera péptica perfurada, obstrução intestina, peritonite, apendicite aguda.

- Traumatismo cerebral. Causa da elevação é incerta, mas associada com traumatismo das glândulas salivares ou abdominais.

- Hipermilasemia pós-operatória. Ocorre em 20% dos pacientes submetidos a intervenções cirúrgicas.

- Cetoacidose diabética. A hiperamilasemia está presente em 80% desses pacientes, sendo mais frequente quando os teores de glicemia são > 500 mg/dL o aumento das isoformas S e P.

- Transplante renal. Alguns apresentem hiperamilasemia.

- Alcoolismo agudo.

- Fármacos

#### Amilase Urinária
A hiperamilasúria reflete as elevações séricas da amilase. Sua atividade se determina através da amostra de urina de 1 hora ou de 24 horas. Na pancreatite aguda a reabsorção tubular da amilase está reduzida, pode ser a competição com outras proteínas de baixa massa molecular.
| Soro  | 28 a 100 U/L |
| ----- | ------------ |
| Urina | 1 a 17 U/L   |